# Березниковский химический завод
Березниковский химический завод — одно из крупнейших предприятий химической промышленности России и СНГ.

## История
Осенью 1931 началось строительство новых корпусов Березниковского химического комбината - завода бертолетовой соли вблизи д. Мосягино, в 150 м. от Соликамского тракта.
18 августа 1939, согласно приказу № 91 наркома химической промышленности из состава Комбината выделены цехи производства бертолетовой соли (Мосягинская площадка), образовавшие завод с литерным номером 237. К этому моменту на площадке действовали: технологический цех № 39, кислородный цех, сушильно-размольное отделение бертолетовой соли, электрическая подстанция, котельная. Возводились объекты производства перекиси бария и хлористого бария.
В августе 1942 г. пущен цех по производству взрывчатых веществ.
В ноябре 1958 г. на Березниковском анилинокрасочном заводе впервые в СССР вступил в строй цех по производству анилина контактным способом.
В 2006 году предприятие было приобретено финансовой группой «Гута».
БХЗ прекратил свою деятельность с 1 июня 2008 г. С того времени предприятие закрыто по причине банкротства.

## Продукция
Продукция ОАО "Бератон" в 1990-е - 2000-е годы:
Каучук. Латекс. Резиновые смеси
| - Модификатор РУ для резино-технических изделий, ТУ 6-14-200-76 |

Кислоты
| - Кислота пикраминовая (2-амино-4,6-динитрофенол, увлажнённый), ТУ 6-36-00204197-1097-89 - Кислота пикриновая (2,4,6 тринитрофенол, увлажнённый), ТУ 2471-283-00204197-2002 - Кислота сульфаминовая (амидосульфоновая) техническая, ТУ 2121-278-00204197-2001 |  | - Кислота сульфаминовая (амидосульфоновая) химически чистая, чистая, ТУ 2612-280-00204197-2002 - Кислота сульфаминовая техническая улучшенного качества, ТУ 2121-279-00204197-2001 |

Пигменты, красители
| - Краситель органический Уранин А, ТУ 2463-289-00204197-2003 - Краска для таврения овец марки "ОВЦЕВОД", ТУ 6-36-02044192-455-90 - Сернистый коричневый Ж, ТУ 6-14-122-80 - Сернистый синий З, ТУ 6-36-00204197-603-79 |  | - Сернистый черный, ГОСТ 5065-73 изм.1-3 - Флуоресцеин спиртовлажный, паста (C.I. Solvent Yellow 94), ТУ 2483-303-00204197-2005 |

Присадки к маслам, топливу
| - Присадка "Бератек", ТУ 0257-005-33818307-2002 - Присадка "ИХП-14М-МН", ТУ 0257-260-00204197-2003 - Присадка "Сульфоцид М-1A", ТУ 0257-284-00204197-2003 - Присадка адгезионная АД-1, ТУ 0257-302-00204197-2005 |  | - Присадка антимикробная "Сульфоцид-5", ТУ 0257-264-0204197-98 - Присадка антимикробная "Сульфоцид-6", ТУ 6-00-00204197-234-93 |

Продукты неорганической химии
| - Магнезия жженая техническая, ГОСТ 844-79 |

Продукты оргсинтеза
| - 2,4-динитрофенол, ТУ 6-14-344-80 - 2,4-динитрохлорбензол, ТУ 6-36-00204197-340-90 - 2,5-дихлорнитробензол технический, ТУ 6-36-00204197-219-89 - Анилин технический, ГОСТ 313-77 - Ацетат хрома, водный раствор [уксуснокислый хром (III)], ТУ 2432-263-00204197-2004 - Дифениламин, ГОСТ 194-80 - Карбамат МН (диметилдитиокарбамат натрия), водный раствор, ТУ 2491-299-00204197-2004 - Карбамат МН кристаллический (диметилдитиокарбамат натрия), ТУ 2452-259-00204197-2001 - Ксантогенат калия бутиловый, ГОСТ 7927-75 - Натриевая соль пикраминовой кислоты (натрия-4,6-динитро-2-аминофенолят, увлажнённый), ТУ 2472-270-00204197-2002 - Тетраэтилтиурамдисульфид улучшенный (Тиурам Е), ТУ 2491-273-00204197-99 |  | - Тиурам Д (тетраметилтиурамдисульфид), порошок, ГОСТ 740-76 - Тиурам Е (тетраэтилтиурамдисульфид), технический, ТУ 2491-274-00204197-2003 - Тиурам МДП (тетраметилтиурамдисульфид), гранулированный с парафином, ТУ 2491-265-00204197-2004 - ТМТД технический (Тетраметилтиурамдисульфид), ГОСТ 25127-82 - Флотореагент "Берафлот-2075", ТУ 2452-290-00204197-2003 - Флотореагент "Берафлот-3026", ТУ 2452-277-00204197-2000 - Флотореагент "Берафлот-3035", ТУ 2452-277-00204197-2000 - Цимат (диметилдитиокарбамат цинка), ТУ 6-00204197-254-94 - Этилцимат (диэтилдитиокарбамат цинка), ТУ 6-14-809-77 |

Химические продукты прочее
| - Бактерицид "Сульфоцид-10", ТУ 2458-285-00204197-2003 - Бактерицид "Сульфоцид-20", ТУ 2458-285-00204197-2003 - Пенообразователь ПО-6СБ, ТУ 2481-300-00204197-2004 |

## Директора предприятия[3]
- 1939-1942 гг. - Кириллов, Владимир Дмитриевич (1911, пос. Лёнва Соликамского уезда - 15.10.1943, фронт под Могилёвом)[7]
- 1943-1945 гг. - Чучкин, Глеб Владимирович (1908, г. Москва - 1982)
- 1945-1951 гг. - Попов, Алексей Сергеевич (? - ?)
- 1952-1969 гг. - Яковлев, Валентин Васильевич (14.04.1912, ст. Урюпино Донской (ныне Ростовская) обл. - 05.06.1971)
- 1969-1985 гг. - Ураков, Марат Сергеевич (25.09.1924, Казань - 29.11.1992, Березники)
- 1985-1999 гг. - Попов, Борис Николаевич (р. в 1947 г. в г. Чердынь Молотовской обл.)